# Totally Driven
Totally Driven è il secondo album di raccolta del gruppo musicale britannico Uriah Heep, pubblicato il 12 novembre 2015. L'album, registrato tra il 2000 e il 2001, è una raccolta di ri-registrazioni: fu originariamente pubblicato nel 2001, ma andò immediatamente fuori stampa.

## Tracce
Disco 1
1. Gypsy
2. Traveller In Time
3. Bird Of Prey
4. Sunrise
5. Rain
6. Come Away Melinda
7. Return To Fantasy
8. Look At Yourself
9. Come Back To Me
10. The Easy Road
11. Sweet Freedom
12. Why Did You Go?
13. July Morning
14. Easy Livin'

Disco 2
1. Between Two Worlds
2. Only The Young
3. Different World
4. Love In Silence
5. Blind Eye
6. Wonderworld
7. Stealin'
8. Time Of Revelation
9. Cross That Line
10. More Fool You
11. Universal Wheels
12. The Golden Palace
13. Lady in Black